# Нарышкина, Анна Леонтьевна

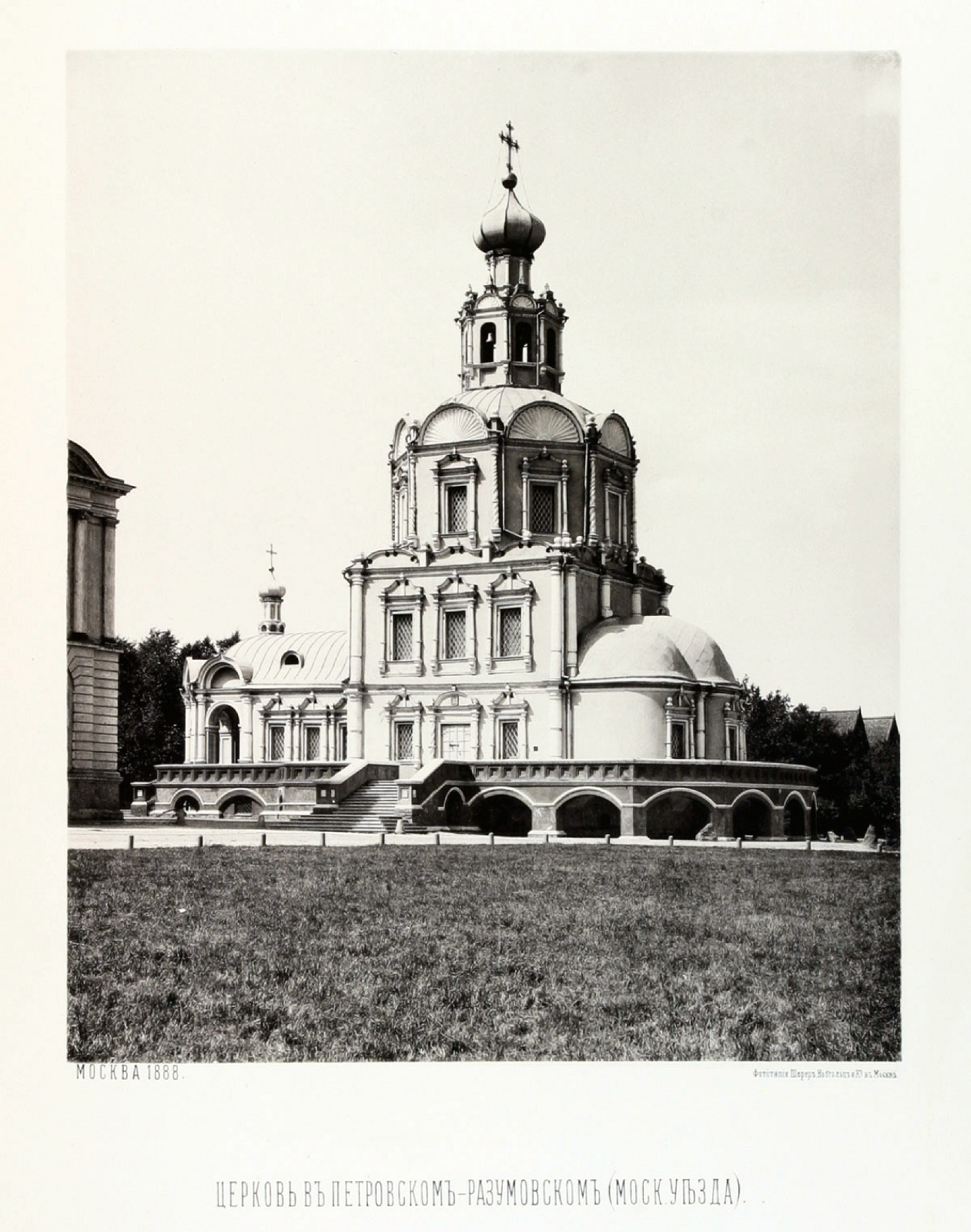
Церковь в усадьбе Анны Нарышкиной — пример т. н. нарышкинского барокко

Анна Леонтьевна Леонтьева (ум. 1706) — жена боярина Кирилла Полуэктовича Нарышкина, бабушка царя Петра I.
Дочь каширских дворян Леонтия Дмитриевича Леонтьева и Прасковьи Ивановны, урождённой Раевской. Над могилой матери в Резванском монастыре её иждивением в 1700-03 гг. была выстроена новая каменная церковь.
Судя по надгробной надписи, боярыня Анна Леонтьевна Нарышкина пережила свою дочь царицу Наталью Кирилловну на 12 лет. Овдовев, жила в своих палатах в подмосковном селе Семчино-Петровское. Помимо дочери у неё были сыновья Лев и Иван.
За несколько лет до смерти приняла постриг в монастыре, название которого не установлено. Похоронена в семейной усыпальнице Нарышкиных — Высокопетровском монастыре:

1706 году, июня в 2 день, преставися раба Божия, болярина Кирила Полуехтовича Нарышкина, жена ево, вдова болярыня Анна Леонтьевна.
Родство с Анной Леонтьевной стало залогом блестящей карьеры её племянника Михаила Леонтьева и двоюродного племянника Гаврилы Головкина.